# The Three Friars

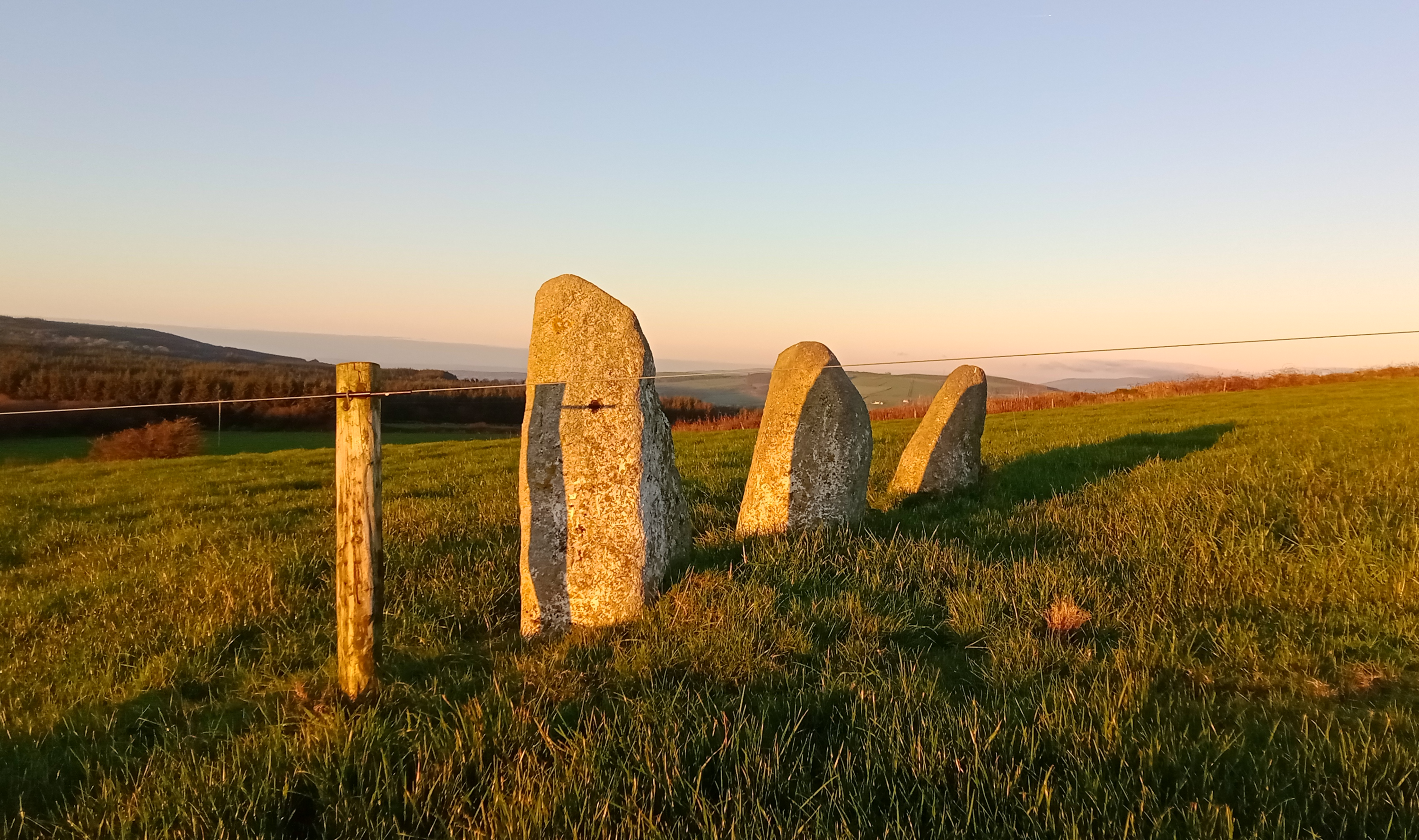
The Three Friars

Die etwa 4,7 m lange Steinreihe The Three Friars (auch The White Friars – deutsch die drei Mönche oder die weißen Mönche genannt) steht an einem Hang im Weiler Smithstown, etwa fünf Kilometer nordöstlich von Mullinavat im County Kilkenny in Irland. 
Sie besteht aus drei der Höhe nach angeordneten Steinen, die Nordost-Südwest orientiert sind, wobei der mit 1,25 m höchste Stein im Südwesten liegt. Der mittlere Stein hat eine Höhe von etwa 1,2 Metern. Der dritte Stein lag/liegt am Boden.
Legenden und einem Gedenkstein vor Ort von 1938 zufolge markieren die Steine die Gräber dreier Mönche, die von englischen Soldaten dort während der Zeit Oliver Cromwells getötet wurden, allerdings sind sie bereits in einer Quelle von 1428 als "tres ffratres" erwähnt.
In der Nähe (8,3 km Luftlinie) liegt das Portal Tomb von Glencloghlea.